# فیلیپ اکتیابرسکی
فیلیپ اکتیابسکی (روسی: Филипп Серге́евич Октябрьский؛ ۲۳ اکتبر ۱۸۹۹ – ۸ ژوئیهٔ ۱۹۶۹) یک فرمانده نظامی و دریابد اهل اتحاد جماهیر شوروی بود. او بین سال‌های ۱۹۳۹ تا ۱۹۴۳ فرماندهی ناوگان دریای سیاه را برعهده داشت و در محاصره سواستوپول و نبرد اودسا این ناوگان را رهبری کرد. وی پس از جنگ جهانی دوم مدتی را به‌عنوان معاون فرمانده کل نیروی دریایی شوروی خدمت کرد.
وی همچنین برندهٔ جوایزی همچون نشان پرچم سرخ، مدال دفاع از اودسا، مدال دفاع از قفقاز، مدال دفاع از سواستوپول، قهرمان اتحاد شوروی، نشان ناخیموف، نشان لنین، و نشان اوشاکوف شده‌است.